# Rudolfsturm

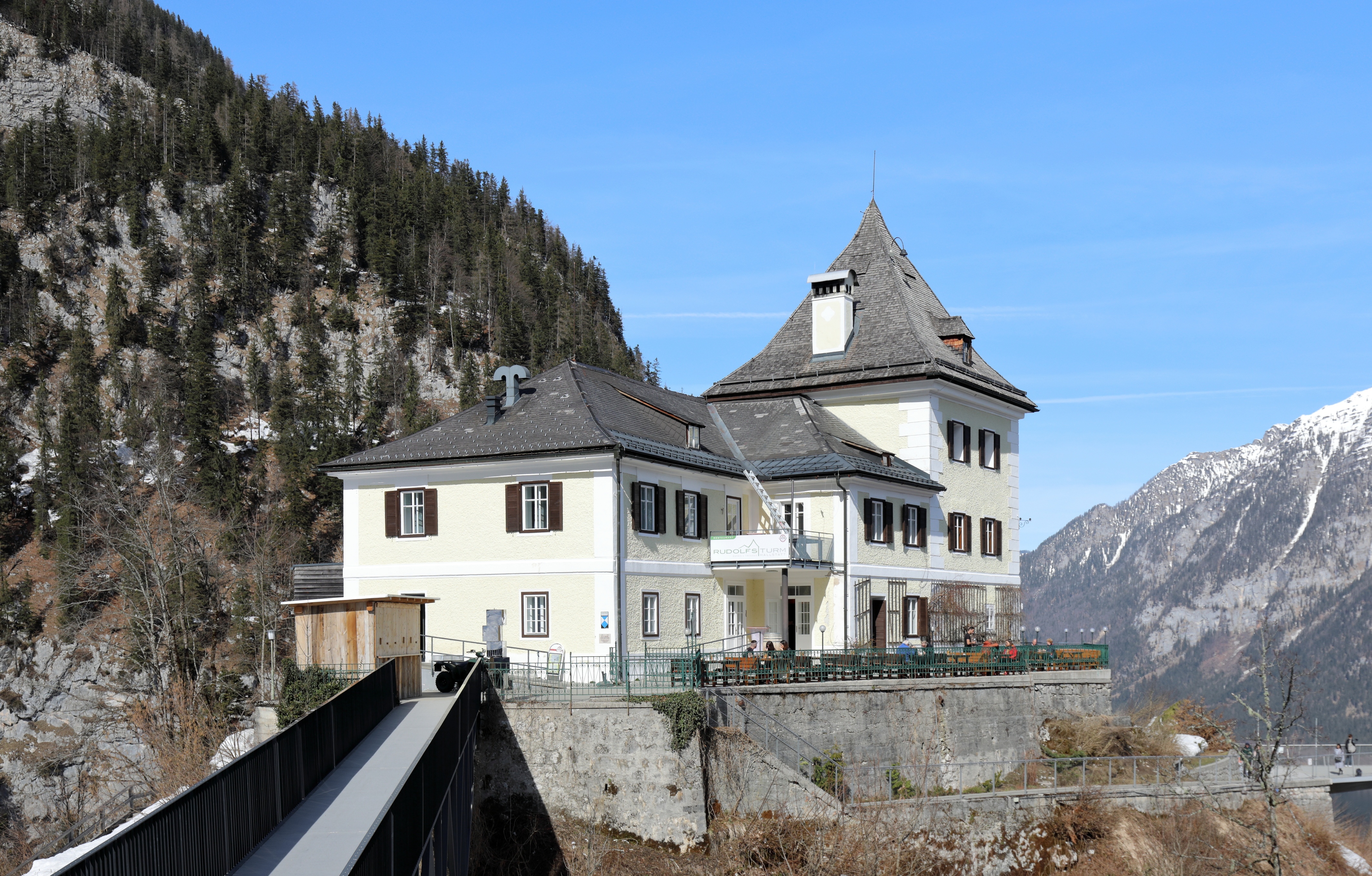
Rudolfsturm

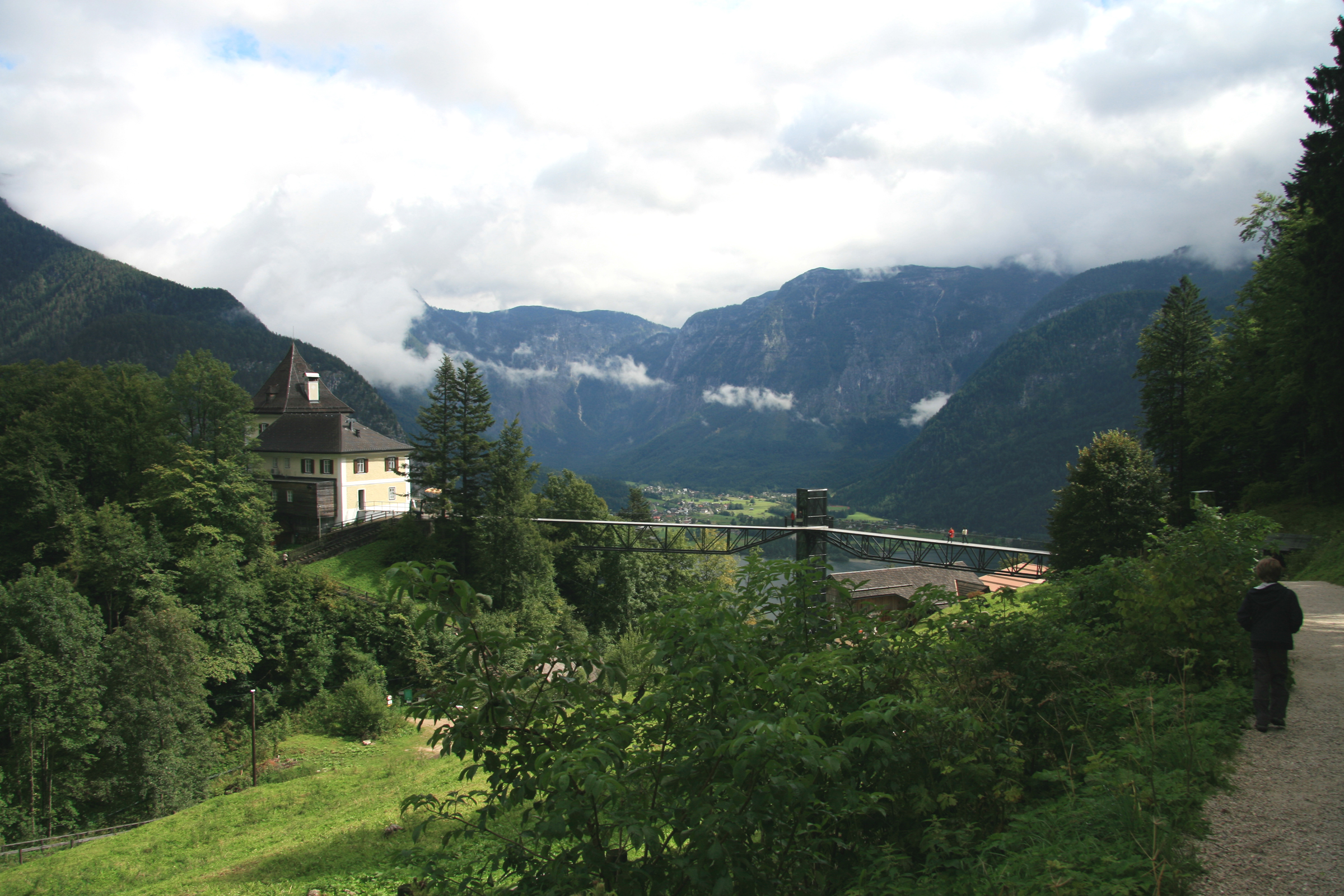
Salzberghochtal mit Rudolfsturm

Der Rudolfsturm am Eingang des Hallstätter Salzberg-Hochtals in Österreich geht in seiner Kernsubstanz auf einen mittelalterlichen Wehrturm aus dem Ende des 13. Jahrhunderts zurück. Von dieser Zeit bis 1954 wurde der Turm als Wohnung des jeweiligen Bergbaubetriebsleiters permanent genutzt.
Seine signifikante Positionierung knapp einen Kilometer westlich und oberhalb des Hallstätter Ortskerns sowie in der Landschaft des UNESCO-Welterbegebiets Hallstatt-Dachstein/Salzkammergut erlaubt einen einzigartigen Ausblick auf Hallstatt, den Hallstätter See und die umgebenden Berge. Im Laufe der Jahrhunderte erfuhr das Objekt zahlreiche bauliche Veränderungen und wird nun – zu Beginn des 21. Jahrhunderts – gastronomisch genutzt. Das Bauwerk steht unter Denkmalschutz (Listeneintrag).

## Baubeschreibung

### Standort

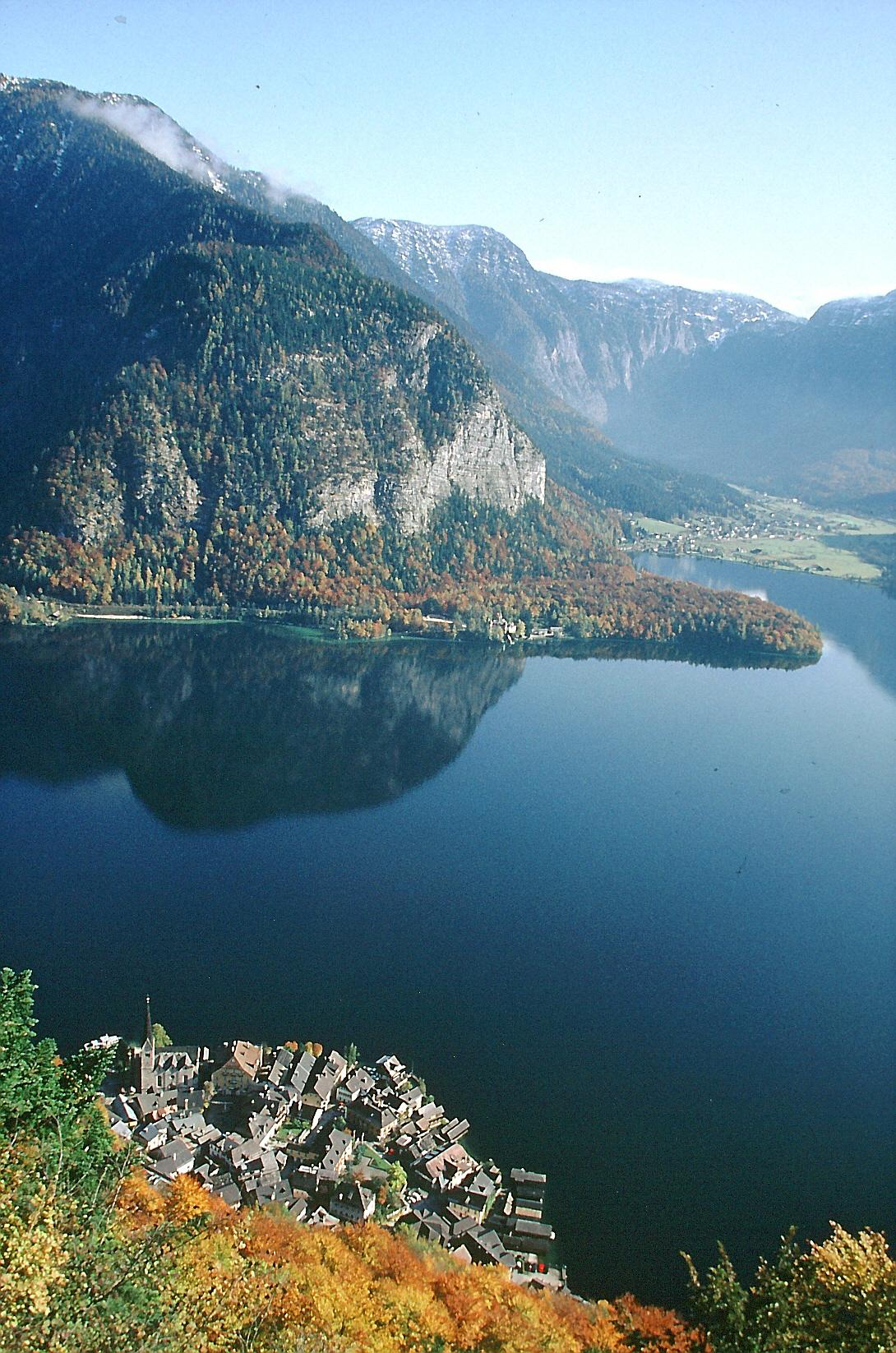
Ausblick vom Rudolfsturm auf Hallstatt und den Hallstätter See

Der markante Bauplatz, der so genannte Turmkogel, könnte bereits in prähistorischer Zeit von Bedeutung gewesen sein. Er begrenzt nicht nur das weltberühmte hallstattzeitliche Gräberfeld nach Osten, sondern ist auch der einzige Platz im Hochtal auf den zur Wintersonnenwende die Sonne scheint.
Für die topologische Bedeutung des Rudolfsturms erscheint die Betrachtung der ortsräumlichen Situation der beiden Jahrzehnte, die zwischen der Errichtung des Rudolfsturms und der Erhebung des Marktes und damit der Salzproduktion vom „grünem Wasen“ am Ufer des Hallstätter Sees liegen, sehr aufschlussreich.
Es kann davon ausgegangen werden, dass die gesamte Salzproduktion vor der Gründung des Marktes am Ufer des Hallstätter Sees, also auch das Versieden der Sole, ausschließlich im Salzberg-Hochtal vonstattenging. Diese Annahme erklärt die Position des Rudolfsturms als Wehrturm am damals einzigen Zugang zum Hochtal in befriedigender Weise. Aber auch als architektonisch-räumlicher Gestus erscheint die Verortung des Turms zwingend: Der Turmkogel, auf dessen Kuppe der mittelalterliche Kernbau errichtet ist, kann als räumlicher Schlussakkord des nach Osten, zum See hin fallenden Hochtals gelesen werden. Mit der Errichtung des Turms wurde die Wirkung des Naturraums überhöht, und damit die Sperrfunktion – mittig am Taleingang, vertikal – zeichenhaft verdeutlicht.
Die überdeutlich vertikale Ausrichtung des Turms und dessen krönender Abschluss mit einem allseits auskragenden Baukörper kann auch als Spiegelbild der feudalen Gesellschaftsordnung seiner Entstehungszeit gelesen werden. Vom architektonischen Gestus besaß der Turm damit zwei „Gesichter“ ein sperrendes zum See, ein beherrschendes zur Produktionsstätte hin.
Diese Situation änderte sich nur wenige Jahrzehnte nach der Errichtung des Rudolfsturms grundlegend: mit der Aufnahme der Siedesalzproduktion im Ortsteil Markt rückte der Turm vom Rand der Produktionsstätte in deren Zentrum. Die Sperrfunktion wurde zur Gelenksfunktion. Wie diese Funktion im Laufe der Zeit den Baukörper formte lässt sich anhand der Quellenlage gut illustrieren. Als zweite Sichtweise hingegen kann auch die Modifizierung des ursprünglich solitären Turmes zu einem Ensemble unterschiedlicher Baukörper als Spiegelbild der gesellschaftlichen Veränderungsprozesse gedeutet werden.

### Baukörper

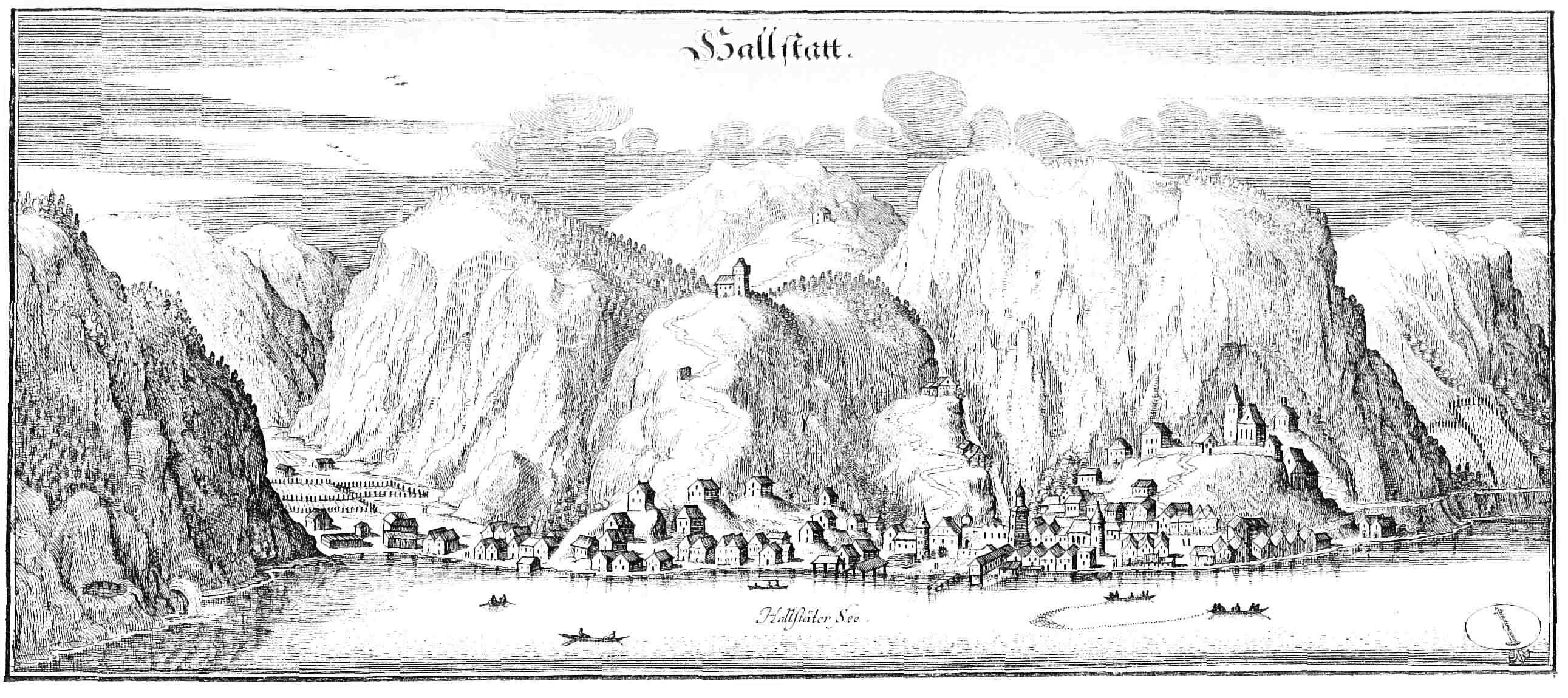
Hallstatt mit dem Rudolfsturm nach einem Stich von Matthaeus Merian von (1656)

Der dreigeschoßige Kernbaukörper ist aus Kalk-Bruchsteinmauerwerk erbaut. Der Grundriss des Turms weist die Form eines Quadrates auf, dessen Diagonalen exakt nach den Himmelsrichtungen ausgerichtet sind. Der Abschluss erfolgt durch ein 8,80 m hohes Schindelspitzdach, das bei einer Traufhöhe von 11,70 m ansetzt. Die rezenten Reste der mittelalterliche Kernsubstanz können durch die durchschnittlich 1,80 m dicken Mauern, mit einem Außenmaß von 9,10 m im Quadrat, sicher lokalisiert werden. Der orientierte Grundriss des Turmbaukörpers ist modular nach dem zur Errichtungszeit in Verwendung stehenden Werkschuhmaß proportioniert. Dieses lokale, nichtmetrische Maß kann mit dem Faktor 0,30 m hinreichend genau in das metrische System umgerechnet werden. Es ergeben sich für die Mauerstärke 6, für die Länge der Außenseite 30 Werkschuh.
Dabei zeigt sich überdies, dass die untersuchten Messstrecken nach der Umrechnung klare Maßzahlen ergeben, die einem ganzzahligen Vielfachen oder Teil alter Zählmaße entsprechen. Es fallen der „Schilling“ – hier in der Bedeutung „30“ – und das halbe „Dutzend“ auf, ein weiteres Indiz, dass der Errichtung des Turmes eine abstrahiert geometrische Planung vorausgegangen war.
Der zweigeschoßige Zubau gegen Süden aus Mischmauerwerk ist 15,6 m lang, 10–13,7 m breit und 7,1 m bis zum Dachsaum hoch. Die Holzdächer (Bretterdach bzw. Schindeldach) weisen ein Ausmaß von 450 m² auf.

## Baugeschichte

### Mittelalter
Die Baugeschichte des Rudolfsturms, der noch im 16. Jahrhundert als „Ruedolfstain“ bezeichnet wurde, ist in der Literatur gründlich bearbeitet, insbesondere sei hier auf einen Aufsatz Georg Heilingsetzers verwiesen. Am häufigsten wird das Errichtungsjahr mit 1284 angegeben, und wenn, dann als Quelle Dicklberger (1817) genannt. Doch finden sich auch Datierungen mit 1294.

### Neuzeit
Eine Schlüsselquelle zur Deutung – vor allen Dingen der älteren Veduten – stellt der „Plan über den ehemaligen Stand des Rudolphthurmes“ (Heuschober 1903) dar. Sowohl aus der Ansicht als auch aus den Schnitten geht hervor, dass der südwestliche Zubau bis ins 19. Jahrhundert hinein nicht unmittelbar an dem Kernbaukörper anschloss, sondern durch ein etwa 6 m breites Vorhaus abgetrennt war. Dieser Zwischentrakt trennte als vertikal verbretterte Riegelkonstruktion die gemauerten Baukörper funktional, konstruktiv und optisch.
Dieser Befund legt nahe, den nach der Darstellung Merians unmittelbar südwestlich an den Rudolfsturm anschließenden Baukörper als eine Holzkonstruktion zu lesen, die sich vom massiven Turm in Hinsicht auf Konstruktion, Materialwahl und formalen Gestus absetzt. Durch diese Kontrastierung bleibt in dieser Darstellung die formale Dominanz des Turmes, auf dessen dreigeschoßigen Sockel ein auskragender, geschlossener Baukörper mit Walmdach sitzt, erhalten, der Zubau an der Südwestseite wirkt dagegen tendenziell horizontal.
Bei Idam (2003) finden sich zwei Darstellungen des Gebäudes aus dem ersten Viertel des 18. Jahrhunderts. Diese Randzeichnungen von Bergwerkskarten, in den farblich hölzerne von steinernen Baukörpern unterschieden werden, bestätigen die vorangegangenen Schlussfolgerungen. Die Vertikaltendenz des Turmes wird durch die Horizontaltendenz der Zubauten kontrastiert. Das oberste, auskragende Geschoß des Turmes kann nun auch eindeutig als Holzbaukörper befundet werden.
In der Darstellung Rietzingers (1725) ist eine vertikal ausgerichtete Verbretterung zu erkennen, eine Annahme die von Heuschober (1903) bestätigt wird. Darüber hinaus findet sich dort unter lit. E „Das sehr schadhafte hölzerne Stockwerk“ der Grundriss einer verbretterten Blockbaukonstruktion, die offenkundig nicht – wie in der Literatur oft vermutet – als Wehrgang, sondern als Wohnung mit einem beheizbaren Zimmer, einem Nebenzimmer und einen Vorhaus mit offenen Herd und Abort diente.
Deutlich erkennbar ist auf den beiden Blättern Rietzingers auch ein weiterer Zubau an der Nordostseite des Rudolfsturms. Im Plan Heuschober (1903) ist dieser Zubau als Wächterstube bezeichnet. Auffällig dabei erscheint, dass ebendiese nicht orthogonal an den Turmbaukörper gesetzt ist, sondern mit einem Winkel von 6° nach Norden abweicht. Diese Schrägstellung zum Turm erklärt sich daraus, dass an dieser Stelle auch die Falllinien des Geländes um denselben Wert nach Norden abweichen. Die Wächterstube war also im Grundriss optimal den topologischen Gegebenheiten angepasst.
Diese Wächterstube wird in der Plankopie Heuschobers (1903) unter lit. H als „Ein hölzernes schadhaftes Nebengebäude, worin ein kleines Stübchen zum Aufenthalt des Wächters sich befindet“ beschrieben, und dürfte bereits um die Mitte des 18. Jahrhunderts abgebrochen worden sein.
Zwei, ebenfalls neu aufgefundene, Darstellungen aus der zweiten Hälfte des 18. Jahrhunderts belegen den Verlust der Wächterstube. Ein weiterer Zubau an der Südwestflanke des Turmkogels, den Engleithner 1765 darstellte, ist bereits gegen Ende des Jahrhunderts nicht mehr nachweisbar.
Interessant an diesem Blatt erscheint aber auch die Darstellung der protoindustriellen Welt der Salzproduktion: der Rudolfsturm ist von „Sulzstrennen“, den Solepipelines, den Vorboten des industriellen Zeitalters, bereits nahezu eingekreist. Der mittelalterliche Turm scheint isoliert, abgetrennt von der übermächtigen technologischen Entwicklung zu stehen.
Der südwestliche, mit dem Turm noch zu Beginn des 19. Jahrhunderts nur durch ein hölzernes Vorhaus verbundene Steinbaukörper beherbergte nach Heuschober (1903) im Erdgeschoß das „Schünzimmer“, also den Arbeitsraum des Markscheiders, in dem die Bergwerkspläne angefertigt wurden. Genauso wie die darüber liegende Küche entsprach dieser Raum in seiner ursprünglichen Konzeptionierung der Gelenksfunktion des gesamten Gebäudekomplexes: Genauso wie die Zimmer des Turmes besaßen auch die Räume des südwestlichen Baukörpers sowohl Fenster zu Salzberg als auch zum Markt Hallstatt hin.
Bergseitig war diesem Baukörper eine Waschküche und ein Brunnenraum angebaut, die mit einem Pultdach gedeckt waren und im Zuge der Umbauarbeiten 1833 abgebrochen wurden.
Wichtig erscheint in diesem Zusammenhang, dass auch das hölzerne, unmittelbar an den Turm angebaute Vorhaus in der Gelenksachse Salzberg–Markt Hallstatt genauso wie das Schünzimmer und die darüber liegende Küche räumlich offen war, und keine quergelagerten Zwischenwände diesen Bezug und dessen horizontale Dynamik brachen.

### Biedermeier
Der Zustand des Rudolfsturms an der Wende vom 18. zum 19. Jahrhundert muss nicht nur auf Grundlage von romantisch gehaltenen Veduten erschlossen werden, sondern kann auch durch die franziscäische Urmappe belegt werden, sodass die endgültige Verbreiterung des Zubaus nach Nordwesten hin erst nach 1815 angesetzt werden kann.
Für den Beginn des 19. Jahrhunderts belegt die Urmappe wiederum zwei Baukörper an der Nordostseite des Turms an Stelle des etwa Mitte des 18. Jahrhunderts abgebrochenen Wächterhauses. Diesen Befund bestätigt auch der gleichfalls neu entdeckte Lageplan aus dem Finanzarchiv im Staatsarchiv Wien.
1833 wurde das hölzerne, auskragende oberste Geschoß des Rudolfsturms abgetragen und durch ein gevoutetes Zeltdach ersetzt. Nach dem Wunsche der Hofkammer sollte das Gebäude damit ein gefälligeres Aussehen bekommen. Im Zuge dieser Bauarbeiten wurde wieder ein Zubau für die Wächterstube angefügt.
Mit dieser Maßnahme wurde der bauliche Charakter des Turms in seiner gesamten Baugeschichte bisher am signifikantesten geändert; der mittelalterliche Steinbau trägt von diesem Zeitpunkt an ein biedermeierliches Dach; analog zur katholischen Pfarrkirche im Markt deren romanischer Turm von einem barocken Mansarddachhelm abgeschlossen wird.
Dennoch war mit diesem Umbau die bergseitige Ausdehnung des südwestlichen Zubaus noch nicht abgeschlossen. Auf einer anonymen Zeichnung aus dem Jahr 1849 ist der Zubau noch als schmaler Baukörper vorhanden, dem salzbergseitig eine leichte, niedrigere Pultdachkonstruktion angebaut ist.
Die rezente Ausdehnung des südwestseitigen Zubaus ist im Lageplan eines Seilbahnprojekts Markt Hallstatt–Salzberg aus dem Jahr 1870 in seinem Perimeter erstmals nachweisbar, und einem nicht datierten Bauplan dieses Entwicklungsstadiums im Detail erfasst.
Mit diesen Baumaßnahmen entstand auch im Zubau eine Querwand, durch welche die horizontale Durchlässigkeit des Baukörpers abgeriegelt wurde.

### 20. Jahrhundert
1903 erfolgte der Zubau einer Laube im Südwestwinkel des Zubaus, die jedoch nicht erhalten geblieben ist. Gestalterisch wurde mit diesem Baukörper der zu dieser Zeit aktuelle, rustikal bürgerliche Sommerfrischestil, mit Brettschnitten im Parapetbereich und großzügiger Verglasung der Riegelkonstruktion, rezipiert.
Die baulichen Interventionen, die zwischen 1910 und 1955 am Rudolfsturm durchgeführt worden sind, finden sich in der 1908 angelegten Objektbeschreibung der Salinen Verwaltung Hallstatt.

„1910 Wurde in der Betriebskanzlei ein Buchenbrettelboden gelegt.

1911 Den in der Beschreibung angeführten Kachelofen in der Kanzlei durch einen Emailofen ersetzt. In der Kammer neben der Waschküche einen Badeofen eingebaut.

1912 In dem, im Erdgeschoße liegenden Zimmer (Antiken Zimmer [Sammlung Ramsauer]) wurde statt des weißglasierten Ofens ein Emailofen gesetzt.

1. Halbjahr 1914 Die fichtene Aufgangsstiege in das 1. Stockwerk durch eine eicherne ersetzt.

1920/21 Die Betriebsleiter Kanzlei in das süd-östliche Zimmer (Antiken Zimmer) verlegt, in der Holzlage eine Schreibkanzlei errichtet und diese durch eine Glastür gegen das ebenerdige Vorhaus abgeschlossen. Ferner das Stiegenkammerl als Holzlage eingerichtet, sowie die bestehende Türe von der Waschküche in das Vorhaus an der Südwand vermauert und eine an der Ostwand eingebaut. Auch wurde in diesem Jahre der Anschluss an das Staatstelefon hergestellt.

1936 Östl. und südl. Dachfläche des alten Gebäude rd. 52 m² mit Eternit eingedeckt.

1937 Südseite ostseitig 72 m² schadhafte Schindeldachdeckung mit Eternit neu gedeckt.

1940 Heißwasserspeicher eingebaut und die Wasserleitung in die Mauer verlegt.

1955 Reparatur der westl. Schindelbedachung.“

Den Sitz des Bergmeisters – und damit die Funktion als Verwaltungsgebäude – verlor der Rudolfsturm 1954, als im Zuge einer Betriebsumstellung die Salinenverwaltung im ehemaligen Spitalsgebäude beim Mundloch des Erbstollens konzentriert wurde.
Die darauf folgende Umnutzung des Rudolfsturms in einen Gastronomiebetrieb erhielt den Gebrauchswert des Objekts und sichert dessen Bestand. Der Tourismusboom der 1960er-Jahre erforderte eine Vergrößerung des Platzangebots, das mit dem Zubau eines „Saales“, unmittelbar an der Nordostseite des Turmes realisiert worden ist.
Typisch für diese Periode war dieser Zubau an drei Seiten mit großen Fensterflächen ausgestattet, die beiden auf Achse gesetzten Türen nehmen das Motiv der Durchlässigkeit, der Verbindung zwischen Salzberg und Markt – wenn auch verhalten – auf. Durch Schneedruck wurde dieser Zubau 2006 zerstört und seine Reste geschleift. Für die oberösterreichische Landesausstellung 2008 wurde der Rudolfsturm generalsaniert und bergseitig mit einem Zubau ergänzt.

## Grundstücksdaten
OÖ. Landtafel 1023 Z 217 – Grundstücks-Nr. 381/6

### Weitere verwendete Quellen
- Anton Dicklberger: Systematische Geschichte der Salinen. Oberösterreichs in Verbindung mit der allgemeinen Geschichte der benachbarten zur nämlichen Salzformation gehörigen steyermarkischen, salzburgischen, tyrolischen und bayrischen Salinen. Ministerialbibliothek im Finanzministerium, Wien. Sig. XVII. 439/1 und Sig. XVII. 439/2. – 2 Bde., Handschriften, gebunden 23 × 35 cm, paginiert, Ischl 1817. – I. Bd. enthält den ersten u. zweyten Theil oder die alte und mittlere Salinen-Geschichte. [538 Seiten + Inhaltsverzeichnis unpaginiert]. Datiert im Vorwort 31. März 1817. Am Ende des Bandes sind auffaltbare 12 Tafeln eingebunden. Tafel I bis VIII gez. von Joseph Laimer, Bergschüler. Planinhalte: Habsburger Stammbaum und Prähistorische bzw. römerzeitliche Funde. Tafel IX bis XII Grubenrisse mit Taggebäuden gez. von Friedrich Zierler, Bergzuseher. Tafel IX bis XI sind Kopien nach Rietzinger 1713, wobei die Strecken und Taggebäude genau kopiert sind, die Legende im Gegensatz zu Rietzinger an den Blattrand gerückt ist. II. Bd. enthält die zur Verfassung der alten und mittleren Salinen-Geschichte gesammelten Urkunden. [Abschriften, 493 Seiten + Inhaltsverzeichnis unpaginiert].
- Graf Caraffische Salzkammerguts Visitations Commisions Relation 1697. Handschriftensammlung Nr. 329, Hofkammer und Finanzarchiv, Wien.
- Karten und Plänesammlung. Hofkammer und Finanzarchiv, Wien.
- Karten und Plänesammlung. Oberösterreichisches Landesarchiv, Linz.
- J. B. Riezinger: Beschreibung des Hallstädter Salzbergwerkes („Der auss der Finsternuss an dass Tagliecht Gebrachte Saltzberg, Dass ist Warhaffte Beschreibung aller Schinzig sambt der Beyligenten Berg-Mappen etc.“) Hallstatt 1713, Ministerialbibliothek im Finanzministerium, Wien.
- Salzberg Hallstatt, Plänesammlung. Sig. B III C 8, o. J.